# کوآیت (متال گیر)
کوآیِت (به انگلیسی: Quiet) یک شخصیت ساختگی در مجموعه بازی‌های ویدئویی متال گیر اثر شرکت کونامی است. این شخصیت توسط هیدئو کوجیما خلق شده‌است و به‌وسیلهٔ یوجی شینکاوا طراحی شده‌است که برای اولین بار در بازی ویدئویی مخفی‌کاری متال گیر سالید ۵: فانتوم پین در سال ۲۰۱۵ به عنوان یکی از غول آخرهای بازی مقابل شخصیت ونوم اسنیک حضور پیدا کرد. همچنین بسته به انتخاب بازیکن در طول روایت بازی، او می‌تواند به عنوان یک متحد، اسنیک را در انجام مأموریت‌ها همراهی کند.
کوئایت آدمکش و تک‌تیراندازی ماهر با توانایی‌های فراطبیعی متعلق به گروه ضربت مخفی اکس‌اُواف، زیرمجموعه‌ای از سازمان اطلاعاتی آمریکایی با نام «سایفر» است. بسته به اقدامات بازیکن، او را می‌توان توسط ونوم اسنیک دستگیر کرده و در نهایت به عنوان یکی از اعضای گروه مزدور دایموند داگز استفاده نمود. شخصیت کوئایت توسط مدل هلندی، استفانی جوستن صداپیشگی و ضبط حرکت شده‌است.